# Oecomys
Oecomys és un gènere de rosegadors de la família dels cricètids. Les espècies d'aquest grup són oriündes de Centreamèrica i Sud-amèrica. Tenen una llargada de cap a gropa de 12-15 cm i una cua de 12-16 cm. Pesen 20-70 cm. El seu pelatge dorsal és marró, marró vermellós o negrenc, amb pèls negres dispersos, mentre que el pelatge ventral és blanc o de color marró clar. Algunes espècies tenen un petit floc de pèl a la cua.